# Palestra Grande
La Palestra Grande, ubicata nella Regio II, è una palestra di epoca romana, sepolta dall'eruzione del Vesuvio del 79 e ritrovata a seguito degli scavi archeologici dell'antica Pompei: il suo nome deriva dal fatto che si trattava del maggior impianto ginnico della città.

## Storia
La Palestra Grande è stata edificata alla fine del I secolo a.C. poiché le altre palestre presenti in città, principalmente quella Sannitica, riservata ad una corporazione aristocratica e militare, e quella delle Terme Stabiane, non rispondevano più alle esigenze dei fruitori, in particolare dei collegia iuvenum, ossia quelle associazioni di giovani volute da Augusto, il quale vedeva nell'edificazione di questi monumenti la propria propaganda imperiale. La struttura viene duramente danneggiata durante il terremoto di Pompei del 62, tant'è che devono essere completamente ricostruiti le mura di cinta, per poi essere seppellita sotto una coltre di ceneri e lapilli, mentre i lavori di restauro ancora devono terminare, a seguito dell'eruzione del Vesuvio del 79. in seguito è stata riportata gradatamente alla luce con diverse campagne di scavo, come quella svoltesi tra il 1814 ed il 1816, quella del 1933 e quella dal 1935 al 1939. Dopo sette anni di chiusura, viene riaperta al pubblico, a seguito di un restauro, il 3 agosto 2015: al suo interno hanno trovato collocazione gli affreschi ritrovati nel 1959 in alcuni ambienti della cosiddetta casa dei Triclini in località Moregine, a pochi centinaia di metri dalle mura dell'antica città.

## Descrizione

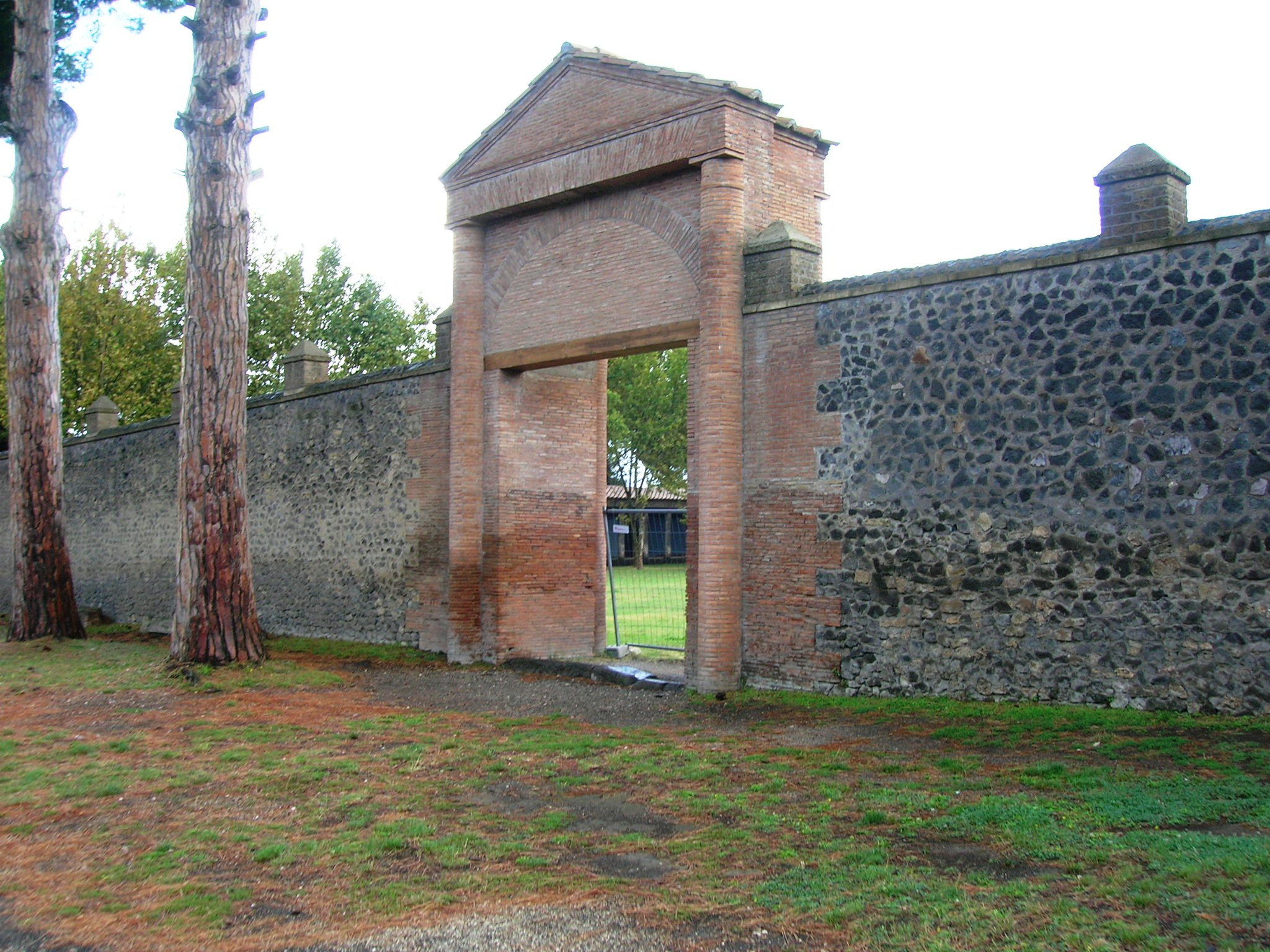
Uno degli ingressi

La Palestra Grande sorge nei pressi dell'Anfiteatro, in una zona, al tempo della sua costruzione, scarsamente edificata, come dimostrato dalle case circostanti, le quali possedevano ampi giardini; l'intera struttura ha una pianta rettangolare, lunga centoquarantuno metri e larga centosette ed è circondata da un muro di cinta, in opus incertum, arricchito sia nella sua parte esterna, che quella interna da semicolonne. Nel muro si aprono dieci porte che consentono l'accesso alla palestra: alcune di queste, quelle superstiti al terremoto del 62 sono in tufo, mentre quelle restaurate sono in opera laterizia, e sono strutturate tutte allo stesso modo ossia con lesene o semicolonne laterali, sormontati da un architrave ed un frontone.
Internamente, lungo il muro perimetrale, su tre lati, corre per oltre trecentocinquanta metri un porticato sorretto da colonne, trentacinque sui lati brevi, quarantotto su quello di fondo sud-ovest: questo sono realizzate in laterizi, rivestite in stucco bianco, con base attica, rinforzata mediante una colata di piombo e seguito del terremoto del 62, e capitelli ionici in tufo decorati con fogli d'acanto. Nella corte dove si svolgevano le attività sportive, tra l'altro utilizzate anche dai frequentatori dell'Anfiteatro per riposarsi e mangiare, lungo i tre lati del colonnato, era posta una doppia fila di platani, al momento dell'eruzione quasi centenari, di cui è stato possibile ricavare i calchi delle radici e che avevano la funzione di creare una zona d'ombra, come suggerito dei modelli architettonici di Marco Vitruvio Pollione. Al centro della corte inoltre è posta una piscina, lunga trentaquattro metri e larga ventidue, con fondale inclinato in modo tale da avere una profondità che varia da un metro fino ad un massimo di due. 

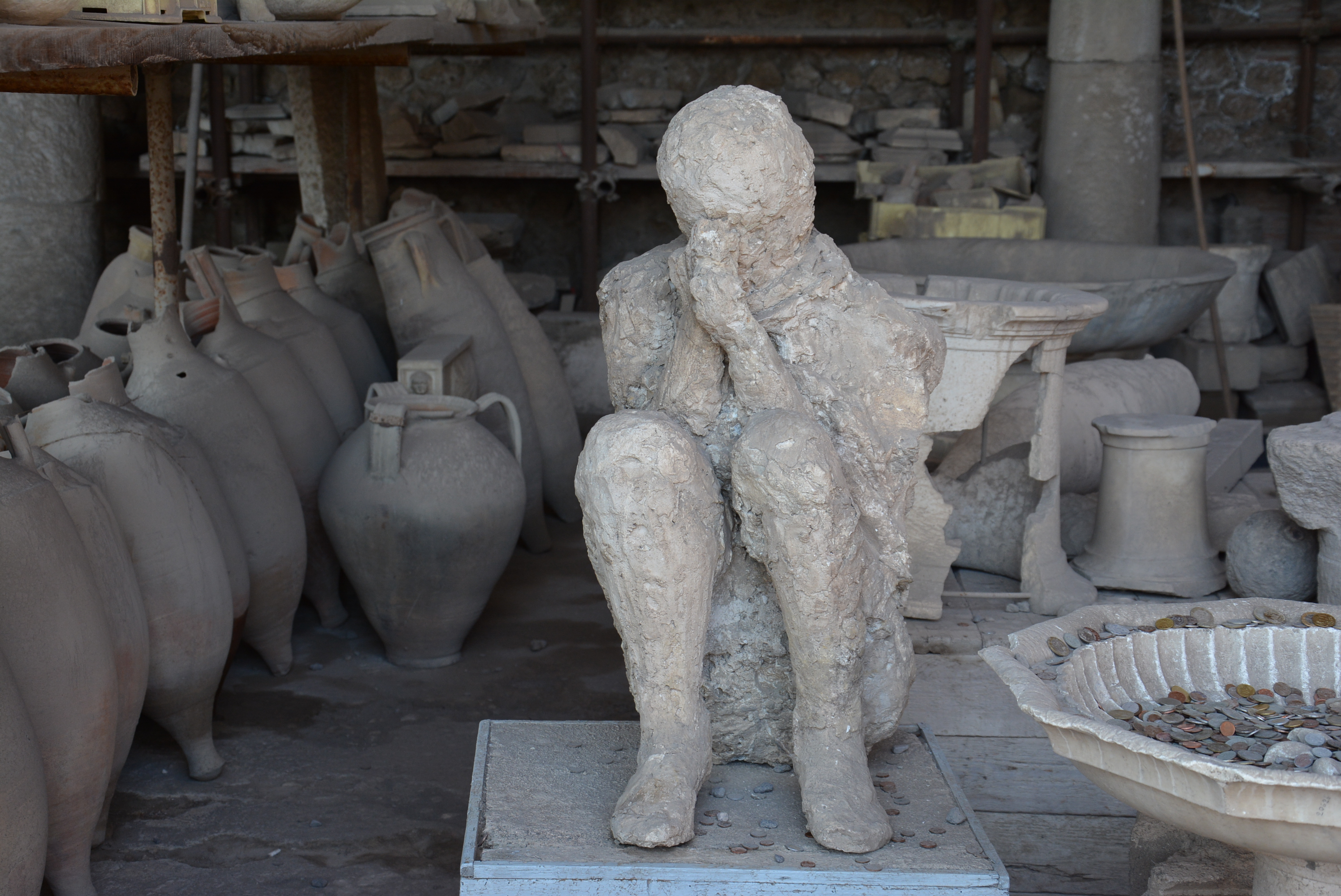
Calco di uomo realizzato all'interno della Palestra Grande

Due gli ambienti principali della Palestra Grande: una sala a forma di esedra, preceduta da due semicolonne in marmo addossate alla parete, dedicata al culto di Augusto, con all'interno un piedistallo marmoreo dove era posta o una statua dell'imperatore o quelle del dio a cui era dedicata la struttura, e una latrina, la quale aveva inizialmente anche un accesso esterno, poi murato, per essere utilizzata anche da coloro che assistevano agli spettacoli nell'Anfiteatro, nella quale restano blocchi di pietra lavica, usata come base su cui poggiava il ripiano con i fori; sia la latrina che la piscina risultano essere collegati ad una fognatura. Pochissime le tracce di pitture rimaste: probabilmente la parte interna dei muri perimetrale doveva avere affreschi in terzo stile, di cui ne rimane solo una parte della parete nord ovest; numerosi inoltre i graffiti, alcuni di tipo politico, altri erotici, fino ad arrivare a quelli amorosi, come uno che recita:
All'interno della Palestra Grande sono stati inoltre rinvenuti gli scheletri di diciassette persone, mentre altre diciotto erano ammassate all'interno della latrina e quattordici, molte dei quali con oggetti personali tra cui monili in oro, argento e bronzo, due bicchieri in argento con figure isiache ed una cassetta con strumenti chirurgici, esternamente, nei pressi del muro perimetrale; è stato inoltre rinvenuto lo scheletro di un cavallo con un cisium, un leggero calesse, mentre di un uomo si è ricavato il calco, visibile nei granai del Foro, di cui si è compreso che al momento dell'eruzione indossava stivali e con il mantello cercava di coprirsi la bocca dai gas tossici.

Il quadrato magico rinvenuto su una colonna della palestra

Nel novembre del 1936 fu trovato inciso su una colonna della palestra il quadrato magico identico a quello rinvenuto nel 1925 su una colonna della casa di Paquio Proculo:
SATOR AREPO TENET OPERA ROTAS